# 山本久土
山本 久土（やまもと ひさと、1964年8月1日 - ）は、日本のギタリスト、ボーカリスト。東京都出身。血液型B型。

## 略歴
セックス・ピストルズに影響を受け、高校在学中よりスリーピースバンドで音楽活動開始。
尾方茂樹、奴舞らとのNORa、元フリクションで後にROSSOを結成したサトウミノルとイマイアキノブ、ROVO等で活動する原田仁が在籍した楼など自身のユニットと並行する形で1994年頃よりPhew UNITに参加。以降、長年に渡りPhewのサポートを務める。
2000年には山本精一、元スターリンの西村雄介、茶谷雅之とパンク・ロックバンドMOSTを旗揚げ。現在までに二枚のアルバムを発表。
2004年初頭よりアコースティック・ギターによる弾き語りソロ・プロジェクト東口トルエンズとしての活動を開始。レパートリーは映画･テレビ主題歌から歌謡曲、三上寛、野坂昭如等のアングラ系フォークまで、ありとあらゆるジャンルのカヴァー。また、これの命名者である戸川純はライブに度々ゲスト出演し、同年5月にメンバーとして正式加入。「血だるまアコースティック・パンク・デュオ」が誕生した。精力的にライブを行い、2005年11月にはテイチクエンタテインメントより初のDVDを発表したが、これが現在のところ唯一の単独作品となる。
その他遠藤ミチロウ、クハラカズユキとのアンプラグド・パンク・バンドM.J.Q。MOSTのドラマー茶谷雅之とのデュオ久土'N'茶谷。遠藤ミチロウ、石塚俊明との羊歯明神。イマイアキノブ、サトウミノルとのトリオ。中村達也とのTOUCH-HIM等で活動。

## 主な参加作品
- Phew
  - 秘密のナイフ（1995年）CD
  - Five Finger Discount（2010年）CD
- Big Picture
  - Big Picture（2001年）CD
- MOST
  - MOST（2001年）CD
  - MOST MOST（2003年）CD
  - The Most Notorious（2010年）CD
  - PHEW Video（2001年）ビデオカセット
  - GALACTiKA 02（2004年）DVDマガジン
- 東口トルエンズ
  - 東口DVD（2005年）DVD
  - TOGAWA LEGEND SELF SELECT BEST & RARE 1979-2008（2008年）3枚組CD
- M.J.Q
  - Just Like a Boy（2006年）DVD
  - Unplugged Punk（2006年）CD
  - 天罰なんかクソ喰らえっ!!!（2011年）CD
- 遠藤ミチロウ
  - Fukushima（2015年）CD
- 羊歯明神
  - 羊歯明神（2015年）CD
- イマイアキノブ
  - 暢気楼（2015年）CD

## TVドラマ
- おもかげ（2023年3月27日、NHK BS4K；2023年5月20日、BSプレミアム）- ギタリスト 役